# Хрнєваць
45°25′ пн. ш. 17°49′ сх. д. / 45.42° пн. ш. 17.82° сх. д.
Хрнєваць (хорв. Hrnjevac) — населений пункт у Хорватії, в Пожезько-Славонській жупанії у складі міста Кутєво.

## Населення
Населення за даними перепису 2011 року становило 174 осіб.
Динаміка чисельності населення поселення:

## Клімат
Середня річна температура становить 10,99 °C, середня максимальна – 25,40 °C, а середня мінімальна – -5,95 °C. Середня річна кількість опадів – 793 мм.
| Клімат поселення                              | Клімат поселення | Клімат поселення | Клімат поселення | Клімат поселення | Клімат поселення | Клімат поселення | Клімат поселення | Клімат поселення | Клімат поселення | Клімат поселення | Клімат поселення | Клімат поселення | Клімат поселення |
| Показник                                      | Січ.             | Лют.             | Бер.             | Квіт.            | Трав.            | Черв.            | Лип.             | Серп.            | Вер.             | Жовт.            | Лист.            | Груд.            |                  |
| Середній максимум, °C                         | 5,92             | 8,10             | 12,61            | 17,06            | 22,24            | 25,40            | 24,90            | 24,25            | 20,24            | 15,05            | 9,31             | 5,28             |                  |
| Середня температура, °C                       | −0,01            | 2,17             | 6,66             | 11,13            | 16,28            | 19,46            | 21,10            | 20,44            | 16,44            | 11,22            | 5,50             | 1,48             |                  |
| Середній мінімум, °C                          | −5,95            | −3,77            | 0,74             | 5,19             | 10,35            | 13,52            | 17,29            | 16,63            | 12,64            | 7,42             | 1,70             | −2,33            |                  |
| Норма опадів, мм                              | 49               | 48               | 49               | 60               | 75               | 99               | 72               | 70               | 59               | 70               | 79               | 63               |                  |
| Середньомісячна швидкість вітру, м/с          | 2.00             | 2.24             | 2.53             | 2.46             | 2.20             | 2.00             | 2.00             | 1.80             | 1.80             | 1.87             | 1.97             | 2.04             |                  |
| Середньомісячна сонячна радіація, кДж/м²·день | 4273             | 6954             | 10852            | 15275            | 19164            | 21135            | 22010            | 20067            | 14899            | 9185             | 4833             | 3577             |                  |
| --------------------------------------------- | ---------------- | ---------------- | ---------------- | ---------------- | ---------------- | ---------------- | ---------------- | ---------------- | ---------------- | ---------------- | ---------------- | ---------------- | ---------------- |
| Джерело:                                      |                  |                  |                  |                  |                  |                  |                  |                  |                  |                  |                  |                  |                  |